# Fort Saint-Sébastien (camp d'entrainement)
Pour les articles homonymes, voir Fort Saint-Sébastien.

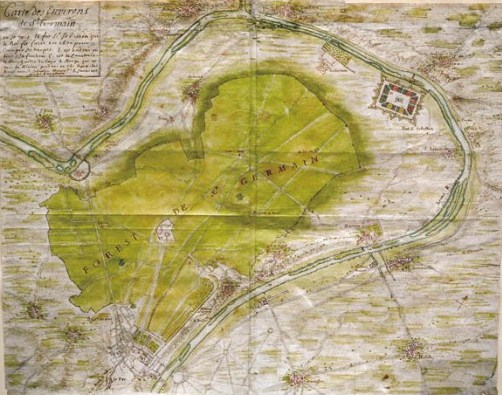
Carte d'époque non datée indiquant la position du fort.

Le fort Saint-Sébastien était un fort destiné à l'entrainement des armées de Louis XIV à la  poliorcétique (la défense et la prise de places fortes). Situé dans une boucle de la Seine, dans la plaine alluviale d'Achères au nord de la forêt de Saint-Germain-en-Laye et à une vingtaine de kilomètres au nord-ouest de Paris, ce fort connut une brève existence. Construit en 1669 et profondément modifié et agrandi en 1670, il pouvait accueillir entre 15 000 et 20 000 hommes et plusieurs milliers de chevaux. Après le départ des troupes royales pour la guerre, le site fut arasé dès 1671 et réaffecté à la culture cette même année. Son emplacement figure encore sur le Plan de la forêt de Laye […] et de tout ce qui est contenu dans cette anse de la rivière de Seine de Nicolas de Fer datée de 1705, avec la mention : « Lieu où fut construit le fort appelé de Saint-Sébastien en 1670 ».
Il est redécouvert lors de fouilles archéologiques préventives en 2010 à la suite du projet d'extension de la station d'épuration Seine Aval du SIAAP. À la fin de l'été 2012, une fois les fouilles achevées, l'ensemble du site étudié a été recouvert pour permettre l'extension prévue de la station d'épuration.

## Histoire
Selon le général Michel Hanotaux, passionné d'histoire militaire, un camp militaire existait probablement déjà du temps de Henri IV et aurait servi, lors du siège de Paris, à protéger un point important sur la Seine au carrefour de routes pour la Normandie et la Picardie. Les archéologues de l'Inrap penchent plutôt pour une création ex nihilo sous Louis XIV.
La guerre de Dévolution contre l'Espagne vient de se terminer. Le jeune Louis XIV souhaite affirmer sa puissance surtout vis-à-vis des Provinces-unies. Mais son armée n'est pas encore prête à les affronter et à prendre des forteresses (la guerre de Hollande, qui débutera 1672 sera marquée par plusieurs sièges de villes et de forteresses). La technique militaire est également à un tournant, passant d'une armée d'enrôlés de force à une armée de métiers et dont les fonctions se spécialisent : artilleurs, grenadiers, sapeurs, piquiers. Le fort va donc servir à leur entrainement.
Le choix du lieu semble dû à une volonté de Louis XIV, qui connait bien la région. Il est né, a passé son enfance et a vécu ses premières années de royauté au château de Saint-Germain. Il n'emménagera au château de Versailles qu'en 1682 et il souhaitait pouvoir inspecter ses troupes et assister ou diriger les manœuvres en présence de la cour, ce qu'il fera fréquemment ces deux années. La large plaine d'Achères permettait également de grands mouvements de troupes.
Le premier camp de 1669 est une grand quadrilatère fortifié en terre de 600 mètres de long pour 380 m de large. Elle comprend un grand fossé de 7 mètres de large et 3 de profondeur. Le fort comprend des bastions d'angle imposants et des redents qui encadrent les portes, bastions et redents devant probablement accueillir l'artillerie. Le talus interne ou escarpe est revêtu sur toute sa longueur d'un mur maçonné de briques d'argile crue, destiné à amortir le choc des boulets de canon. À l'extérieur, sur la zone d'exercices, on trouve des réseaux de tranchées en zigzag, une technique d'attaque des fortifications qui sera utilisée à grande échelle lors du siège de Maastricht quelques années plus tard. À l'intérieur de l'enceinte, se trouvent des campements en toile et des cantonnements en dur pour l'hébergement des troupes sur un plan dit « à la romaine » (loti à angles droits) tels qu'il existe dans les premières fortifications « planes » d'alors (la culture des officiers de l'époque était marquée par la lecture des Antiques). 
Le second camp construit dès l'année suivante en 1670, pour la seconde campagne d'entrainement est plus simple dans sa conception mais couvre un périmètre beaucoup plus large. L'enceinte semi-circulaire est longue de 4 km et le fort est désormais adossé à la Seine. Cette reconstruction est sans doute due au nombre d'hommes à accueillir sur le site mais également à l'évolution de la portée de l'artillerie.
Les troupes quittent définitivement le camp en août 1670 pour aller se battre en Lorraine puis quelques années plus tard aux Pays-Bas et le site est arasé dès l'année suivante et probablement remise en culture rapidement puisqu'il existe un document attestant qu'une marquise propriétaire des terres qui cherche à la remettre en labour dès cette année-là.
Une fois arasé, ce camp était tombé dans l'oubli. Il était connu par quelques historiens locaux, les archives municipales d'Herblay, la commune située de l'autre côté de la Seine, possédait une carte aquarellée ancienne mais non datée indiquant sa position et quelques toponymies locales faisant référence à un grand fort, particulièrement dans la forêt de Saint-Germain. Car s'il ne restait aucune trace visible en surface du camp dans la plaine, on trouve encore de petites levées de terre dans la forêt de Saint-Germain, restes du second camp au périmètre beaucoup plus large que le premier.

## Fouilles archéologiques

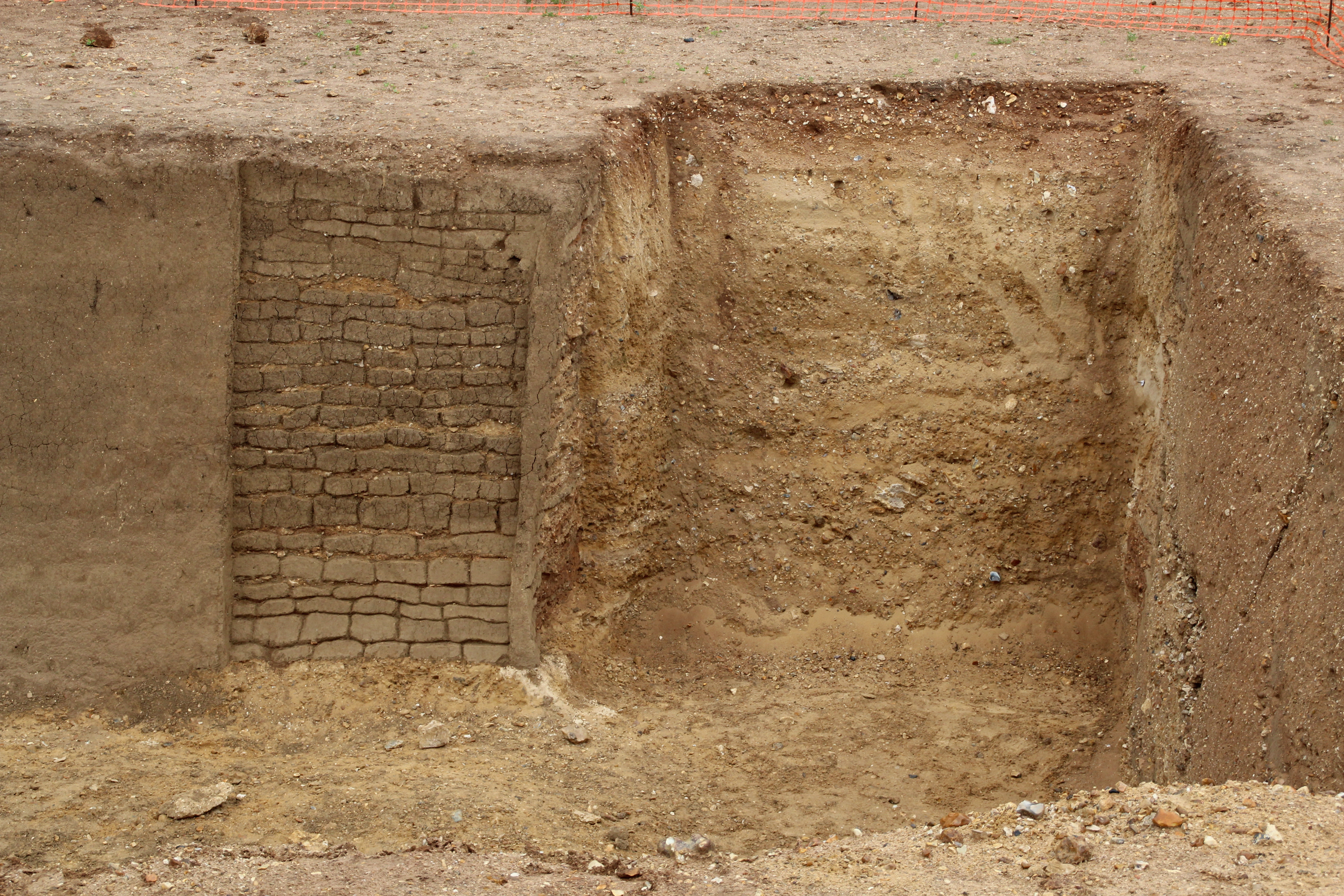
Partie de la couverture de briques couvrant la contrescarpe.

La station d'épuration des eaux usées Seine Aval, la plus grande station d'épuration d'Europe, a besoin de s'étendre et de prévoir de construire de nouvelles installations sur un ancien champ d'épandage de la station. Sur les plans sont indiqués la présence d'un ancien fort. Conformément à la loi française, l'Institut national de recherches archéologiques préventives (Inrap) mène des sondages en juin 2010. Ce terrain recouvert de boues d'épandage avait servi pour les cultures maraichères jusqu'en 2002 avant d'être interdit à la culture à cause de la présence de métaux lourds. Les sondages de l'Inrap sont concluants avec la découverte de fosses, de puits et d'un grand fossé. Un chantier de fouilles est alors lancé entre octobre 2011 et juillet 2012.
Ce chantier est hors normes en France par son ampleur : une superficie de 28 hectares, 35 personnes y travaillant pendant plusieurs mois. Il ne couvre pourtant que l'ensemble du front d’attaque sud du fort, la partie nord, la plus proche du fleuve étant déjà loti, donc non soumise aux fouilles. Il sera donc ainsi difficile de confirmer ou d'infirmer la présence d'un fort antérieur à la construction sous Louis XIV.